# Area metropolitana di Bari
L'area urbana di Bari (Functional Urban Area) è la seconda dell'Italia meridionale, dopo Napoli, dovuta alla continuità urbana ed alla forte interazione sociale ed economica di alcuni comuni della città metropolitana di Bari ed il capoluogo stesso.

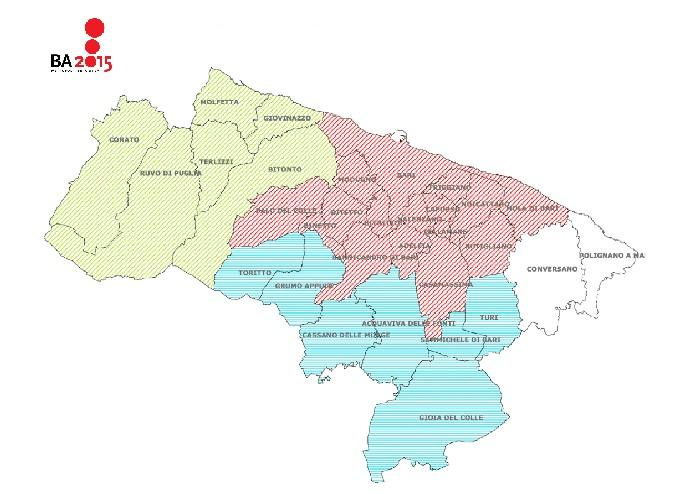
Area metropolitana di Bari

## Composizione
L'area urbana di Bari (Functional Urban Area), comprende 21 comuni
| Provincia                   | Comune              | Popolazione | Superficie (in km²) | Densità |
| --------------------------- | ------------------- | ----------- | ------------------- | ------- |
| Città metropolitana di Bari | Bari                | 324.198     | 117,39              | 2.762   |
| Città metropolitana di Bari | Adelfia             | 17.139      | 33,81               | 510     |
| Città metropolitana di Bari | Binetto             | 2.256       | 17,65               | 128     |
| Città metropolitana di Bari | Bitetto             | 12.001      | 33,95               | 353     |
| Città metropolitana di Bari | Bitonto             | 55.320      | 174,34              | 318     |
| Città metropolitana di Bari | Bitritto            | 11.299      | 17,98               | 628     |
| Città metropolitana di Bari | Capurso             | 15.681      | 15,14               | 1.036   |
| Città metropolitana di Bari | Casamassima         | 19.846      | 78,43               | 253     |
| Città metropolitana di Bari | Cellamare           | 5.789       | 5,91                | 980     |
| Città metropolitana di Bari | Giovinazzo          | 20.352      | 44,30               | 460     |
| Città metropolitana di Bari | Grumo Appula        | 13.007      | 81,30               | 160     |
| Città metropolitana di Bari | Modugno             | 38.443      | 32,24               | 1.192   |
| Città metropolitana di Bari | Mola di Bari        | 25.554      | 50,94               | 519     |
| Città metropolitana di Bari | Molfetta            | 59.418      | 58,97               | 1.007   |
| Città metropolitana di Bari | Noicattaro          | 26.297      | 40,79               | 645     |
| Città metropolitana di Bari | Palo del Colle      | 21.561      | 79,71               | 270     |
| Città metropolitana di Bari | Rutigliano          | 18.617      | 53,85               | 340     |
| Città metropolitana di Bari | Sannicandro di Bari | 9.952       | 56,79               | 175     |
| Città metropolitana di Bari | Toritto             | 8.461       | 75,35               | 112     |
| Città metropolitana di Bari | Triggiano           | 27.247      | 20,11               | 1.355   |
| Città metropolitana di Bari | Valenzano           | 17.952      | 15,98               | 1.125   |
| TOTALE\|                    | Area Urbana di BARI | 750.450     | 1.104,93            | 679,18  |

## Economia
L'area metropolitana ha come fulcro economico la città di Bari, la quale, antico centro marinaro, ha sempre avuto una spiccata vocazione mercantile che l'ha resa - grazie anche alla sua favorevole posizione geografica - un importante centro di commerci, oggi il secondo del Mezzogiorno d'Italia. Proprio i commercianti hanno decretato la fortuna della città moderna: a loro è dovuta la costruzione dell'imponente edificio della Camera di Commercio, dello splendido teatro Petruzzelli e di molti dei principali edifici storici del centro murattiano.
Nel 1987 la congestione del centro cittadino ha spinto un imprenditore locale, Giuseppe Degennaro, a costruire nei pressi della città un centro integrato direzionale e commerciale all'ingrosso: oggi il Baricentro, alle porte del comune di Casamassima, è ancora uno dei più grandi centri commerciali d'Europa.
I servizi costituiscono uno dei settori più vivaci dell'economia, con aziende come Getronics, EDS, Olivetti e IBM. Rimane tuttavia bassa la spesa per ricerca e sviluppo.
L'industria è da sempre trainante e si sviluppa nei comparti alimentare, chimico, petrolchimico, tessile, del legno e, soprattutto, meccanico. Nella meccanica operano aziende come Magneti Marelli, Bosch e Getrag: Bari ospita il principale distretto industriale tedesco in Italia.
Alla fine degli anni ottanta nel centro Elasis fu sviluppato il noto sistema common rail, i cui diritti per l'industrializzazione furono ceduti nel 1994 dalla Fiat alla Bosch.
L'area industriale si è progressivamente spostata dal centro della città ai comuni dell'area, ed è oggi ospitata fra i comuni di Bari e Modugno, con propaggini verso i comuni di Palo e Bitonto.
Ben sviluppata è anche l'agricoltura: vigneti, oliveti, mandorleti e frutteti sono le principali colture, a complemento delle quali sono sorti oleifici e stabilimenti enologici e conservieri.
Attivissimo il commercio di prodotti agricoli, favorito dalla specializzazione delle colture (pomodori, carciofi, cetrioli, uva da tavola, pere, ciliegie e fichi), che determina una forte corrente di esportazione.
Molto sviluppato è infine il commercio del pesce per il quale è atto un Mercato Ittico all'ingrosso.
Importantissima funzione all'incremento di tutte le attività commerciali ha la Fiera del Levante.

## Trasporti

### Trasporto stradale
La presenza di un importante nodo stradale e autostradale nell'area metropolitana barese determina elevati livelli di congestionamento per la presenza di traffico turistico, cittadino e pendolare che s'intensifica soprattutto negli orari di punta e durante i week-end estivi in prossimità di tutte le principali arterie stradali. 
Bari è raggiungibile attraverso l'Autostrada A14 e l'Autostrada A16, che la collegano rispettivamente con Napoli e Bologna verso nord e con Taranto verso sud. Gli accessi avvengono ai caselli di Bari Nord, presso Modugno, e Bari Sud, presso Bitritto.
Per il decongestionamento del traffico è prevista la realizzazione del terminale dell'Asse Nord-Sud (asse di collegamento del porto alla tangenziale), dell'Asse Est-Ovest (dalla SP 236 a via Giulio Petroni) e il completamento della strada di scorrimento Terza Mediana Bis, una sorta di tangenziale interna. Il progetto dell'intera opera prevede la realizzazione del tratto di completamento della Terza Mediana Bis in quanto per alcuni tratti la strada è già stata realizzata, tra il termine dell'Autostrada A14 (lato Ovest) e Corso Trieste (lato Est).
La Tangenziale di Bari (E55), che attraversa il territorio comunale da nord a sud e che si presenta in gran parte con 3 corsie per senso di marcia, serve sia il traffico di transito che di distribuzione. L'ANAS investe ogni anno cifre notevoli per la manutenzione dell'arteria, che è fondamentale per i collegamenti con il porto.

### Trasporto aereo

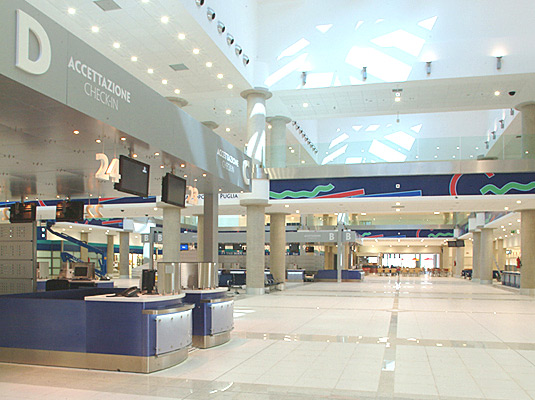
Aeroporto Internazionale Karol Wojtyła - Piano partenze

Per quanto concerne il trasporto aereo, nella periferia nord di Bari, al confine fra i quartieri Palese Macchie e San Paolo, sorge il moderno aeroporto internazionale civile di Bari-Palese Karol Wojtyła, il cui nuovo terminal è stato inaugurato nel 2005.
Fra i principali d'Italia e soprattutto il più grande e importante della Puglia, lo scalo nel 2007 ha ospitato più di due milioni di passeggeri con un trend di crescita del traffico superiore al 20% annuo, ed è destinato ad accogliere quattro milioni di passeggeri entro il 2012. Diversi voli di linea, in parte gestiti da compagnie aeree low-cost, collegano Bari alle principali città europee.

### Trasporto marittimo

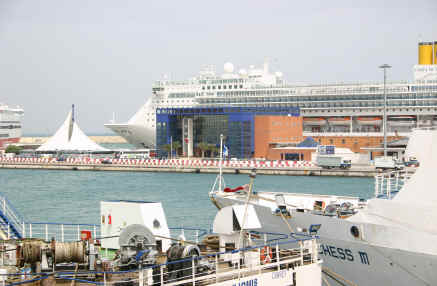
Porto passeggeri - Terminal crociere

Il Porto di Bari, per quanto riguarda il trasporto marittimo, collocato a Sud-Est dell'Italia è tradizionalmente considerato porta dell'Europa verso la penisola Balcanica ed il Medio Oriente, è uno scalo polivalente in grado di rispondere a tutte le esigenze operative. Fra i principali del mare Adriatico, il porto di Bari nel 2007 ha movimentato 1,8 milioni di passeggeri, dei quali circa 350.000 croceristi.

### Trasporto ferroviario

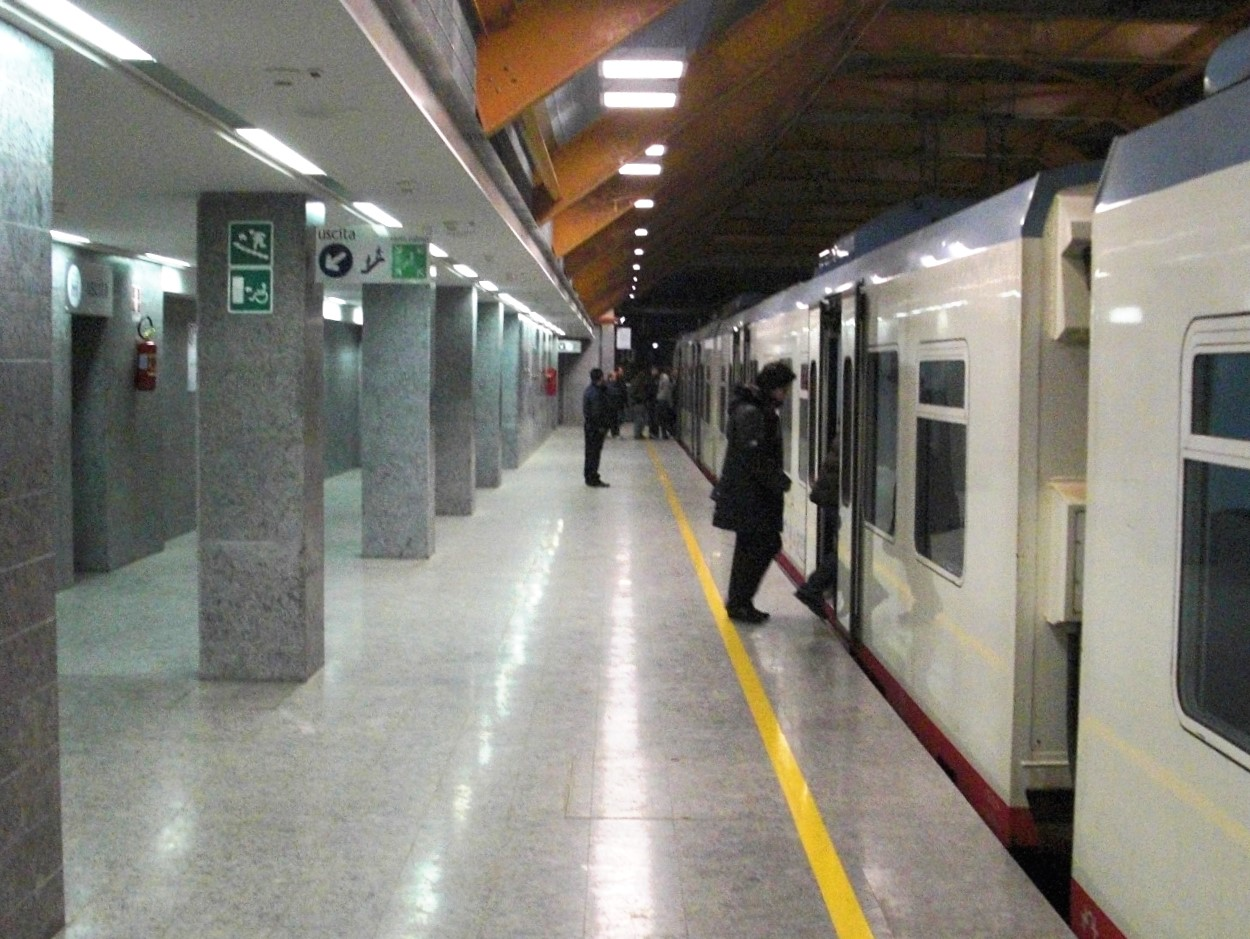
Metropolitana, fermata San Gabriele

La città di Bari è dotata di una rete metropolitana che collega la stazione di Bari Centrale con il quartiere San Paolo (zona ospedale), alla periferia ovest della città, in 14 minuti.
La metropolitana è stata attivata al traffico passeggeri il 22 dicembre 2008, con l'apertura di quattro delle sei nuove stazioni del percorso (Tesoro, Cittadella, San Gabriele, S.Paolo Ospedale). Con la realizzazione del prolungamento (Cecilia e Regioni, attivo nel 2010), sarà consentito un cadenzamento di 5 minuti ed una portata oraria di 6.000 persone.
Per la peculiarità del servizio ferroviario nel capoluogo pugliese, organizzato in sei linee ferroviarie che attraversano il territorio comunale e quattro diversi gestori, è possibile utilizzare la definizione di metropolitana di Bari in maniera estensiva, comprendendo l'intero sistema metropolitano ferroviario, in parte attivo e in parte in fase di completamento.
I collegamenti ferroviari sono assicurati inoltre dalle 18 stazioni attraversate quotidianamente da circa 300 treni. Nella Stazione di Bari Centrale, parte del circuito Grandi Stazioni, confluiscono oltre alle linee delle Ferrovie dello Stato (la storica Ferrovia Adriatica e la Bari-Taranto), le Ferrovie del Sud Est (linea Bari-Putignano-Salento), la "Ferrotranviaria - Ferrovie Bari Nord" (linea Bari-Barletta) e le Ferrovie Appulo Lucane (Bari-Matera), tutte in concessione.
Negli anni novanta e in seguito con la "legge obiettivo" è stata progettata l'integrazione ferroviaria in un sistema metropolitano unico, con il finanziamento di tre linee ferroviarie metropolitane attualmente in costruzione. Le tre linee hanno origine in Bari Centrale e si sviluppano per 27 km complessivi in viadotto, trincea e galleria verso il comune di Bitritto, l'aeroporto e il quartiere San Paolo.
Nel 2008 è iniziata la realizzazione del collegamento ferroviario (a doppio binario elettrificato) per collegare la stazione di Bari Centrale all'Aeroporto. Il nuovo collegamento è entrato in funzione il 19 luglio 2013, con una frequenza di circa 40 minuti tra ogni corsa.
È in fase di programmazione la realizzazione della linea ad alta capacità Bari-Napoli, inserita nel sistema AV/AC Italiano, che porterà i tempi di percorrenza a 110 minuti rispetto alle 4 ore attuali.
Attualmente è in costruzione il tratto Foggia-Bari, mentre è in fase di progettazione il tratto Napoli-Foggia.